# 颜德馨
颜德馨（1920年—2017年4月17日），男，中国中医学家，上海市第十人民医院主任医师、同济大学教授，首届国医大师。